# Когнитивные нарушения

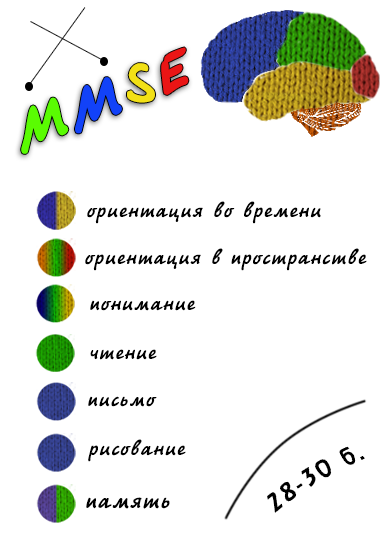
Шкала оценки состояния когнитивных функций

Когнити́вные наруше́ния — это снижение памяти, умственной работоспособности и других когнитивных функций по сравнению с исходным уровнем (индивидуальной нормой). Когнитивными (познавательными) функциями называются наиболее сложные функции головного мозга, с помощью которых осуществляется процесс рационального познания мира и обеспечивается целенаправленное взаимодействие с ним: восприятие информации; обработка и анализ информации; запоминание и хранение; обмен информацией, построение и осуществление программы действий.
Когнитивные нарушения являются полиэтиологическими состояниями: причинами их могут быть большое количество различных по этиологии и патогенезу заболеваний (неврологических, психических и т. п. расстройств).

## Классификация
Выделяют лёгкие, умеренные и тяжёлые когнитивные нарушения. Исторически проблемы когнитивных расстройств изучались преимущественно в рамках понятия «деменция»: термины «деменция», «слабоумие» означают наиболее тяжёлые когнитивные нарушения, приводящие к дезадаптации в повседневной жизни. Лишь впоследствии большое внимание стали уделять также и менее выраженным расстройствам.
Умеренные когнитивные нарушения (англ. mild cognitive impairment, MCI) представляют собой моно- или полифункциональные когнитивные расстройства, явно выходящие за рамки возрастной нормы, но не ограничивающие самостоятельности и независимости, то есть не вызывающие дезадаптации в повседневной жизни. Умеренные когнитивные нарушения, как правило, отражаются в жалобах индивидуума и обращают на себя внимание окружающих; могут препятствовать наиболее сложным формам интеллектуальной активности. Распространённость умеренных когнитивных нарушений среди пожилых лиц достигает, по данным исследований, 12—17%. У неврологических пациентов синдром умеренных когнитивных нарушений встречается в 44% случаев.
В соответствии с критериями МКБ-10 для постановки диагноза умеренных когнитивных расстройств необходимо наличие жалобы пациента на повышенную утомляемость при выполнении умственной работы, снижение памяти, внимания или способности к обучению, которые не достигают степени деменции, имеют в основе органическую природу и не связаны с делирием.
При лёгких когнитивных нарушениях показатели психометрических шкал могут оставаться в пределах среднестатистической возрастной нормы или отклоняться от неё незначительно, однако больные осознают снижение когнитивных способностей по сравнению с преморбидным уровнем и выражают беспокойство по этому поводу. Лёгкие когнитивные нарушения отражаются в жалобах больного, но не обращают на себя внимания окружающих; не вызывают затруднений в повседневной жизни, даже в наиболее сложных её формах. Популяционные исследования распространённости лёгких когнитивных нарушений до настоящего времени не проводились, однако можно предположить, что их распространённость не уступает распространённости умеренных когнитивных нарушений.

## Причины
Существует несколько десятков нозологических форм, в рамках которых развиваются когнитивные нарушения. К этим нозологическим формам относятся как первичные заболевания головного мозга, так и различные соматоневрологические и психические расстройства, отрицательно влияющие на когнитивные функции.
Причинами когнитивных нарушений могут являться, в частности:
- Нейродегенеративные заболевания

1. Болезнь Альцгеймера
2. Деменция с тельцами Леви
3. Фронто-темпоральная дегенерация (ФТД)
4. Кортикобазальная дегенерация
5. Болезнь Паркинсона
6. Прогрессирующий надъядерный паралич
7. Хорея Гентингтона
8. Другие дегенеративные заболевания головного мозга

- Сосудистые заболевания головного мозга

1. Инфаркт мозга «стратегической» локализации
2. Мультиинфарктное состояние
3. Хроническая церебральная ишемия
4. Последствия геморрагического поражения головного мозга
5. Сочетанное сосудистое поражение головного мозга

- Смешанные (сосудисто-дегенеративные) когнитивные нарушения
- Дисметаболические энцефалопатии

1. Гипоксическая
2. Печёночная
3. Почечная
4. Гипогликемическая
5. Дистиреоидная (гипотиреоз, тиреотоксикоз)
6. Дефицитарные состояния (дефицит В1, В12, фолиевой кислоты, белков)
7. Промышленные и бытовые отравления
8. Ятрогенные когнитивные нарушения (применение холинолитиков, барбитуратов, бензодиазепинов, нейролептиков, солей лития и др.)

- Нейроинфекции и демиелинизирующие заболевания

1. ВИЧ-ассоциированная энцефалопатия
2. Губчатый энцефалит (болезнь Крейтцфельдта — Якоба)
3. Прогрессирующие панэнцефалиты
4. Последствия острых и подострых менингоэнцефалитов
5. Прогрессивный паралич
6. Рассеянный склероз
7. Прогрессирующая дизиммунная мультифокальная лейкоэнцефалопатия

- Черепно-мозговая травма
- Опухоль головного мозга
- Ликвородинамические нарушения

1. Нормотензивная (арезорбтивная) гидроцефалия

- Миопия[5]
- Психические расстройства (тревожно-депрессивные расстройства[2], шизофрения[6] и др.)
- Действие некоторых лекарственных средств (например, нейролептики[7][8])
- Другие

### Обратимые нарушения
При большинстве хронических сосудистых и дегенеративных заболеваний мозга когнитивные расстройства носят необратимый характер, однако в случаях, когда причиной когнитивных расстройств являются системные метаболические нарушения, коррекция этих нарушений приводит к восстановлению психических функций. В таких случаях говорят об обратимых когнитивных расстройствах.
К обратимым когнитивным расстройствам относят дисметаболическую энцефалопатию, нарушения высших мозговых функций при нормотензивной гидроцефалии и, в некоторых случаях, при опухоли мозга; причиной обратимых нарушений могут быть также расстройства тревожно-депрессивного ряда. До 5% случаев когнитивных нарушений на стадии деменции (и, по-видимому, существенно больший процент на стадии лёгких и на стадии умеренных когнитивных расстройств) являются полностью обратимыми.
Поскольку когнитивные нарушения не всегда развиваются в результате первичного заболевания головного мозга, необходимо, кроме оценки неврологического статуса, общее физикальное исследование по органам и системам. Необходимыми мероприятиями являются общий анализ крови и мочи, исследование активности печёночных трансаминаз и гамма-ГТ, гормонов щитовидной железы, исследование концентрации билирубина, альбумина, креатинина и азота мочевины, при возможности — концентрации витамина В12 и фолиевой кислоты. Восстановление когнитивных функций после коррекции метаболических нарушений служит подтверждением диагноза.

## Специфика когнитивных нарушений при различных заболеваниях и расстройствах

### Когнитивные нарушения при шизофрении
Когнитивные нарушения при шизофрении напрямую связаны с социальным и функциональным дефицитом. Большинство когнитивных симптомов являются едва заметными, и в результате их может быть трудно распознать. Обычно они обнаруживаются только при проведении когнитивного тестирования.
Когнитивные нарушения в американском руководстве DSM-5 не были названы в качестве диагностических критериев шизофрении, поскольку они не позволяют проводить дифференциальную диагностику между нею и другими расстройствами, не имея качественных различий у пациентов, страдающих различными психозами (впрочем, количественно при неаффективных психозах когнитивные нарушения могут быть более выраженными, чем при аффективных).
К когнитивным нарушениям при шизофрении могут относить, в частности, анозогнозию; дезорганизованное мышление и сниженный контроль мыслительной деятельности; плохое функционирование исполнительной системы (человеку с шизофренией трудно понимать информацию, обрабатывать её и использовать для принятия логических решений и проблемно-решающего поведения); недостаток устойчивости внимания, его избирательности и концентрации; нарушения слухового и зрительного гнозиса; дефицит восприятия; дефицит разных видов памяти (рабочей, автобиографической, вербальной, пространственной); паралогизм мышления (логические ошибки и нарушение логических связей в мышлении); схематичное, формальное, ригидное мышление, снижение уровня категориальности, нарушение понятийного мышления, интрапсихическая атаксия, ослабление интенции, гипотония сознания, дезинтеграция, ослабление константности восприятия. Нарушение "фильтрации", отбора информации, поступающей в процессе восприятия.
Некоторые исследователи выделяют доманифестный психический дизонтогенез при шизофрении.
Нейролептики, которым свойствен антагонизм в отношении дофаминовых рецепторов, нередко могут усиливать когнитивную дисфункцию у пациентов, страдающих шизофренией (для которой характерен избыток дофамина лишь в мезолимбической области, а в мезокортикальной области и лобной коре имеется постоянный дофаминовый дефицит). В результате усугубления дофаминовыми антагонистами гиподофаминергической нейропередачи в лобной коре происходит нарушение высших интегративных функций мозга, затрудняется синтез, страдает критика. При терапии нейролептиками могут уменьшаться скорость и объём информационных процессов, могут наблюдаться заторможенность мышления, трудности концентрации внимания, чувство «пустоты в голове». Снижается способность человека к функционированию в социальном окружении. Антихолинергическое действие некоторых нейролептиков и назначаемые дополнительно корректоры с антихолинергическим действием тоже представляют собой факторы, усугубляющие когнитивный дефицит, при этом особенно страдают кратковременная память и исполнительные функции, может развиваться амнестический эффект.